# Geheel getal van Gauss

De gehele getallen van Gauss liggen op de roosterpunten in het complexe vlak.

In de wiskunde is een geheel getal van Gauss een complex getal waarvan het reële en het imaginaire deel beide gehele getallen zijn. De gehele getallen van Gauss liggen op een vierkant rooster in het complexe vlak en vormen met de twee bewerkingen optellen en vermenigvuldigen van de complexe getallen een integriteitsgebied, dat meestal wordt weergegeven als {\displaystyle \mathbb {Z} [i]}. De gehele getallen van Gauss hebben geen totale orde en zijn naar Carl Friedrich Gauss genoemd, die ze in 1829 - 1831 introduceerde.
De gehele getallen van Eisenstein zijn met de gehele getallen van Gauss te vergelijken, maar zij liggen op een driehoekig rooster in plaats van een vierkant rooster.

## Geschiedenis
De ring van de gehele getallen van Gauss werd door Carl Friedrich Gauss in 1829 - 1831 geïntroduceerd, als een bijproduct van zijn studie naar de reciprociteitswetten, die weer generalisaties zijn van de stelling van kwadratische reciprociteit. Gauss had die stelling in 1796 voor het eerst bewezen. Hij zocht in het bijzonder naar relaties tussen {\displaystyle p} en {\displaystyle q}, waarin {\displaystyle q} een kubisch residue van {\displaystyle p} is, dus zodat {\displaystyle x^{3}\equiv q\!\!{\pmod {p}}}, of waarin {\displaystyle q} een restwaarde van het bikwadratisch residue van {\displaystyle p} moest zijn, zodat {\displaystyle x^{4}\equiv q\!\!{\pmod {p}}} en ontdekte tijdens dit onderzoek dat sommige resultaten gemakkelijker konden worden bewezen wanneer hij met de ring van gehele getallen van in het complexe vlak werkte, in plaats van met de gewone gehele getallen. Hij had toen hij de gehele getallen in het complexe vlak introduceerde de ring van de gehele getallen als voorbeeld.
Gauss ontwikkelde de eigenschappen van factorisatie en bewees de uniciteit van factoriseren in priemgetallen in {\displaystyle \mathbb {Z} [i]}. Hoewel hij hierover weinig publiceerde, liet hij enige commentaren achter die erop duiden dat hij zich bewust was van de betekenis van gehele getallen van Eisenstein in het stellen en bewijzen van resultaten op het gebied van kubische reciprociteit.

## Definitie
De gehele getallen van Gauss zijn de complexe getallen {\displaystyle z=a+bi} met {\displaystyle a,b\in \mathbb {Z} }. 
De norm van een geheel getal van Gauss is gedefinieerd als het kwadraat van de absolute waarde: 
{\displaystyle N(a+bi)=|a+bi|^{2}=(a+bi){\overline {(a+bi)}}=a^{2}+b^{2}}
Door als norm het kwadraat van de absolute waarde te nemen is de norm een natuurlijk getal.
De norm is multiplicatief, wat wil zeggen dat 
{\displaystyle N(z\cdot w)=N(z)\cdot N(w)}
De eenhedengroep {\displaystyle Z(i)} in de ring van gehele getallen van Gauss is de cyclische groep die wordt voortgebracht door {\displaystyle i}. De groep bestaat uit de elementen {\displaystyle i,\,-1,\,i} en {\displaystyle -i}. Het betreft juist de gehele getallen van Gauss met norm 1.

## Priemgetallen van Gauss

Verspreiding van de priemgetallen van Gauss in het complexe vlak

De gehele getallen van Gauss vormen een uniek factorisatiedomein met eenheden {\displaystyle i,\,-1,\,i} en {\displaystyle -i}.
De priemgetallen in {\displaystyle \mathbb {Z} [i]} staan ook bekend als de priemgetallen van Gauss. Het tegengestelde en de complex geconjugeerde van een priemgetal van Gauss zijn ook weer een priemgetal. 2 is in {\displaystyle \mathbb {Z} [i]} een samengesteld getal: {\displaystyle 2=(1+i)\ (1-i)}. Een geheel getal van Gauss {\displaystyle a+bi} is dan en slechts dan een priemgetal als:
- {\displaystyle a} of {\displaystyle b} gelijk is aan nul en de ander een priemgetal is van de vorm

{\displaystyle 4n+3} of zijn negatieve {\displaystyle -(4n+3)}
- zowel {\displaystyle a} als {\displaystyle b} ongelijk zijn aan 0 en

{\displaystyle a^{2}+b^{2}} een priemgetal is.

## Onopgeloste problemen
Het cirkelprobleem van Gauss heeft als zodanig niet per se een relatie met de gehele getallen van Gauss, maar vraagt in plaats daarvan naar het aantal roosterpunten binnen een cirkel met een gegeven straal gecentreerd om de oorsprong. Dit is gelijkwaardig met het bepalen van het aantal gehele getallen van Gauss met een norm kleiner dan deze gegeven straal.
Er bestaan ook vermoedens en onopgeloste problemen met betrekking tot de Gauss-priemgetallen. Twee daarvan zijn:
- De reële en imaginaire assen hebben de oneindige verzameling van Gauss-priemgetallen 3, 7, 11, 19, ... enzovoort. Bestaan er enige andere lijnen die oneindig veel Gauss-priemgetallen op zich hebben? In het bijzonder bestaan er oneindig veel Gauss-priemgetallen van de vorm {\displaystyle 1+ki}?[2]
- Is het mogelijk om naar oneindig te wandelen door gebruik te maken van de Gauss-priemgetallen als stapstenen, en door stappen van begrensde lengte te nemen?